# 二郎镇 (宿松县)
二郎镇，是中华人民共和国安徽省安庆市宿松县下辖的一个乡镇级行政单位。

## 行政区划
二郎镇下辖以下地区：
二郎村、卓岭村、石嘴村、茯岭村、刘坡村、铜岭村、三冲村和界岭村。